# Adalbert Metzing
Adalbert Metzing (* 28. Februar 1855 in Berlin; † 12. August 1912 ebenda; vollständiger Name: Julius Adalbert Metzing) war ein deutscher Architekt und preußischer Baubeamter.

## Leben
Adalbert Metzing war ein Sohn des Ratsmaurermeisters Louis Metzing und dessen Ehefrau Johanna Caroline Magdalene Marie Metzing geborene Neubart. Nach dem Abitur an der Friedrichs-Realschule studierte er Architektur und wurde 1882 zum „Regierungsbauführer“ (Referendar) ernannt. 1888 folgte nach dem bestandenen zweiten Staatsexamen die Ernennung zum „Regierungsbaumeister“ (Assessor) und die Beteiligung an Universitätsbauten in Berlin. Er heiratete 1890 Mary Elisabeth Arnold, eine Tochter des Gutsbesitzers Joseph Arnold. Von 1893 bis 1896 war er als Regierungsbaumeister bei Universitätsbauten in Marburg tätig. Der 1899 gemeinsam mit Otto Stahn eingereichte Wettbewerbsentwurf für ein Amts- und Gemeindehaus in (Berlin-)Wannsee wurde als einer von drei besten Entwürfen ausgezeichnet und ausgeführt. Anschließend wurde er als Kreisbauinspektor der Bezirksregierung Gumbinnen nach Sensburg in Ostpreußen versetzt. und später von der Bezirksregierung Posen in Ostrowo eingesetzt, er wurde aber stattdessen mit besonderen Bauausführungen in Berlin betraut. 1903 wurde er dann unter Ernennung zum „Landbauinspektor“ offiziell nach Berlin versetzt. 1906 wurde ihm der Charakter eines Baurats verliehen.

## Ehrungen
- 1896: preußischer Roter Adlerorden IV. Klasse[12]
- 1910: preußischer Kronen-Orden III. Klasse[13]

## Bauten
- 1893: Zweites Anatomisches Institut der Friedrich-Wilhelms-Universität Berlin (besondere Bauleitung)[14]
- 1894–1896: Chirurgische Klinik der Philipps-Universität Marburg (Ausführung nach Entwürfen des Geheimen Oberbaurats Lorenz im preußischen Ministerium der öffentlichen Arbeiten unter Oberleitung des Kreisbauinspektors vom Dahl)[15]
- 1897–1898, 1901–1902: eigenes Wohnhaus in (Berlin-)Wannsee, Hugo-Vogel-Straße 37 (unter Denkmalschutz)[16]
- 1899–1901: Amts- und Gemeindehaus in (Berlin-)Wannsee (zusammen mit Otto Stahn; unter Denkmalschutz)[17]
- 1900: Kochküchengebäude sowie Maschinen- und Werkstättenhaus der Charité in Berlin (Bauleitung, Entwurfsbeteiligung unter Oberleitung durch Georg Diestel; unter Denkmalschutz)[18]
- 1901–1904: Chirurgische Klinik der Charité in Berlin (Bauausführung nach Entwurf und unter Oberbauleitung von Diestel; unter Denkmalschutz)[19]
- 1908: Tuberkulose-Baracken der Charité in Berlin (zusammen mit Diestel; nicht erhalten)[20]
- 1907–1913: I. und II. Medizinische Universitätsklinik (Bauleitung bis zu seinem Tod im August 1912, danach bis 1914 durch Regierungsbaumeister Mylius; Entwurf und Oberbauleitung durch Diestel; unter Denkmalschutz)[21]